# 대구 금성사 육경합부
대구 금성사 육경합부(大邱 錦城寺 六經合部)는 대한민국 대구광역시 달성군 옥포읍, 금성사에 있는 조선시대의 불경이다. 2015년 5월 11일 대구광역시의 유형문화재 제75호로 지정되었다.

## 개요
이 책은 조선 초기에 유행하여 널리 독송되던 『금강반야바라밀경(金剛般若波羅蜜經)』·『대방광불화엄경입불사의해탈경계보현행원품(大方廣佛華嚴經入不思議解脫境界普賢行願品)』·『대불정수능엄신주(大佛頂首楞嚴神呪)』·『묘법연화경관세음보살보문품(妙法蓮華經觀世音菩薩普門品)』·『관세음보살예문(觀世音菩薩禮文)』·『불설아미타경(佛說阿彌陀經)』의 여섯 경전을 하나로 모아서 1책으로 합본한 것이다. 조선 초기 왕실에서 주관하여 판각한 불경으로, 표지는 비록 개장(改裝)되었으나 내용은 낙장이 없는 97장의 완본이며, 세조 6년(1460)에 초간할 당시의 인쇄본으로 추정되는 귀중한 책이다.

## 같이 보기
- 육경합부

## 참고 자료
- 대구 금성사 육경합부 - 국가유산청 국가유산포털